# Aeroportos de Moçambique, E.P.
Aeroportos de Moçambique, Empresa Pública (ADM EP) és una empresa estatal de Moçambic. ADM EP és propietària i administradora de tots els aeroports de Moçambic, i té la seu a l'Aeroport Internacional de Maputo. En la seva forma actual, l'empresa existeix des de 1980, com a successora de l'administració d'aviació colonial que funcionava des de 1954.

## Història
El primer servei creat específicament per gestionar les infraestructures aeroportuàries va ser Serviços de Aeronáutica Civil (SAC), l'11 de maig de 1954. Després de la independència nacional, es va crear la Direcção Nacional de Aviação Civil en 1976 amb l'objectiu de coordinar l'aviació civil de Moçambic.

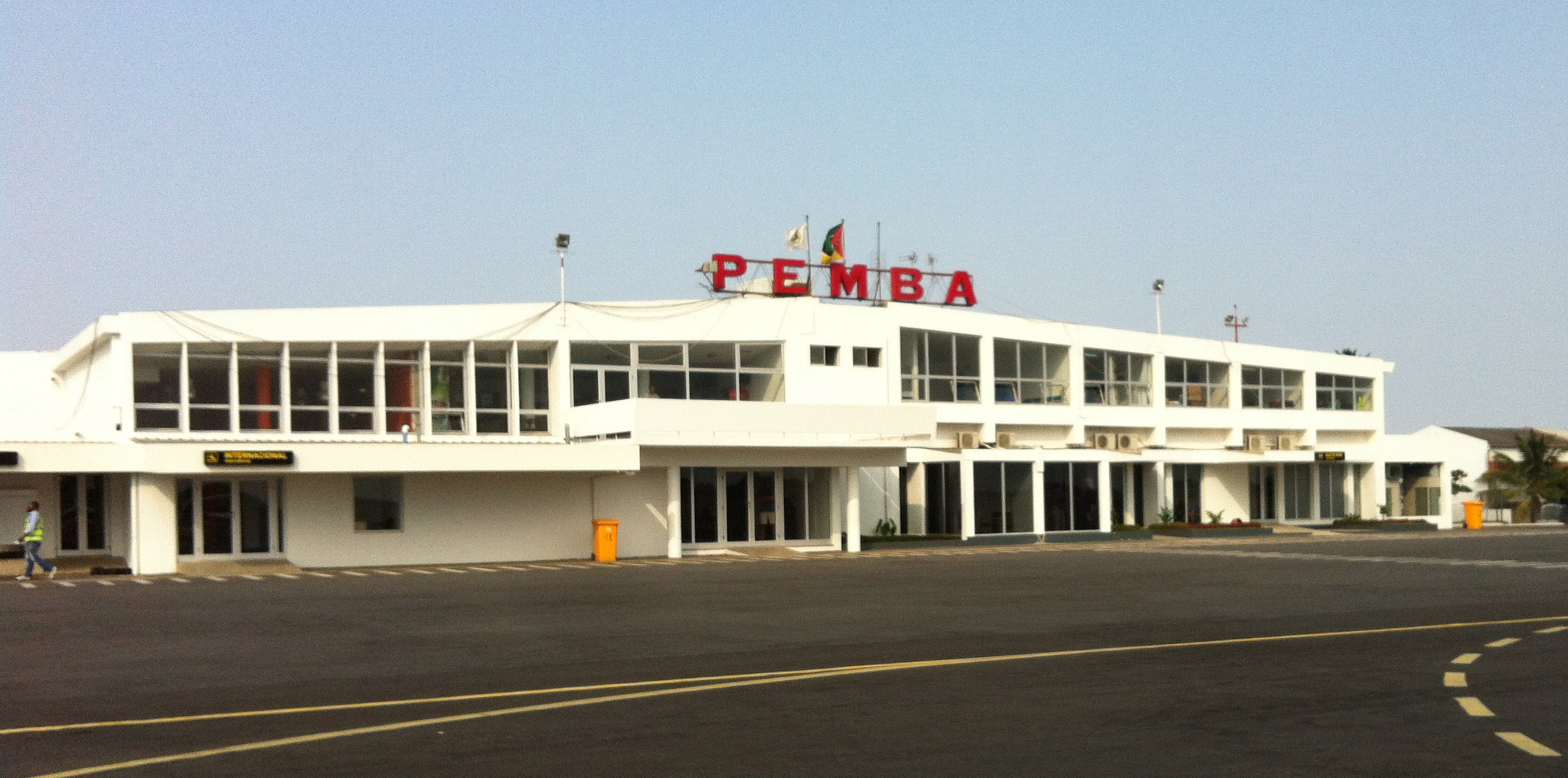
Aeroport de Pemba

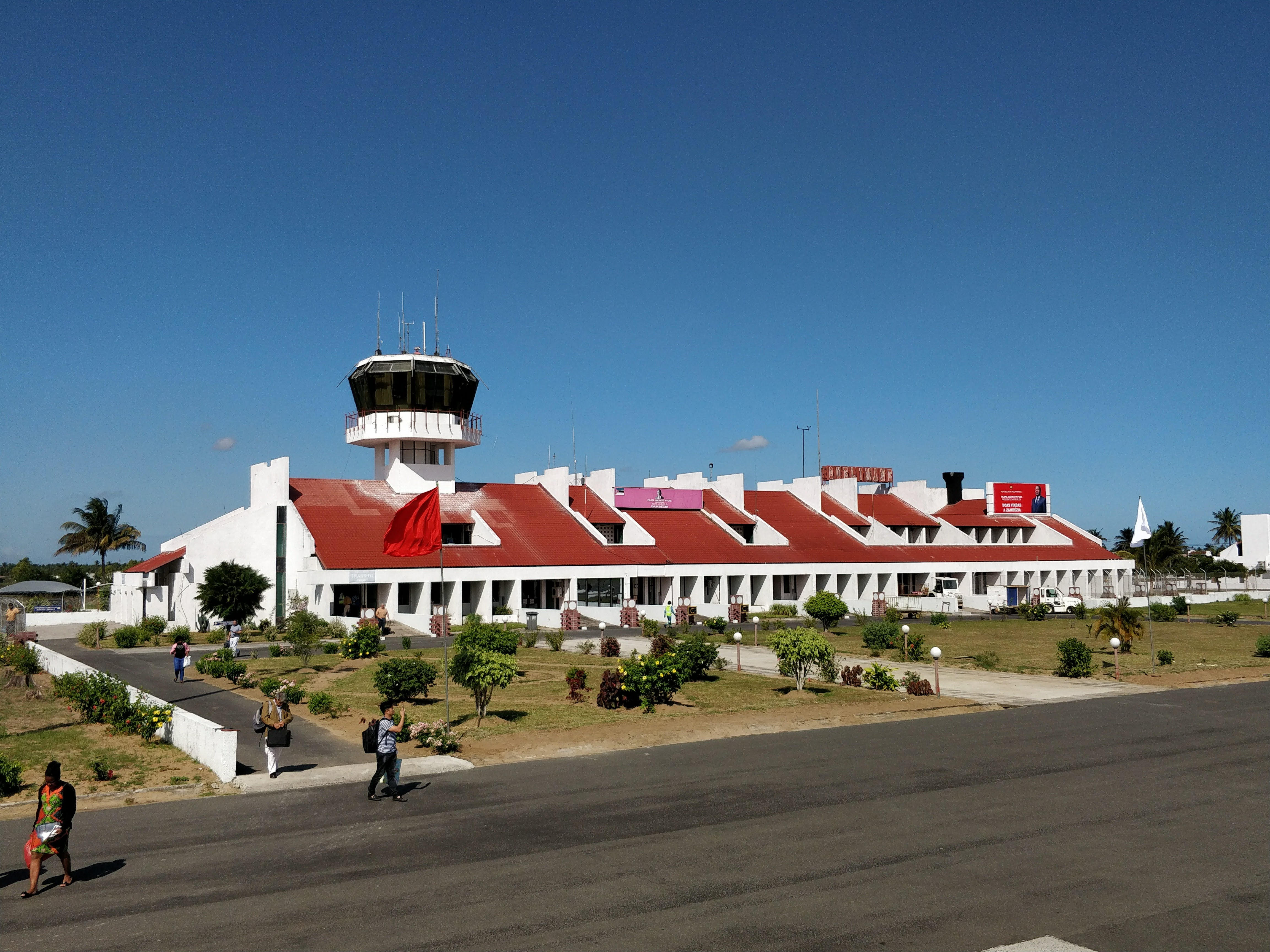
Aeroport de Quelimane

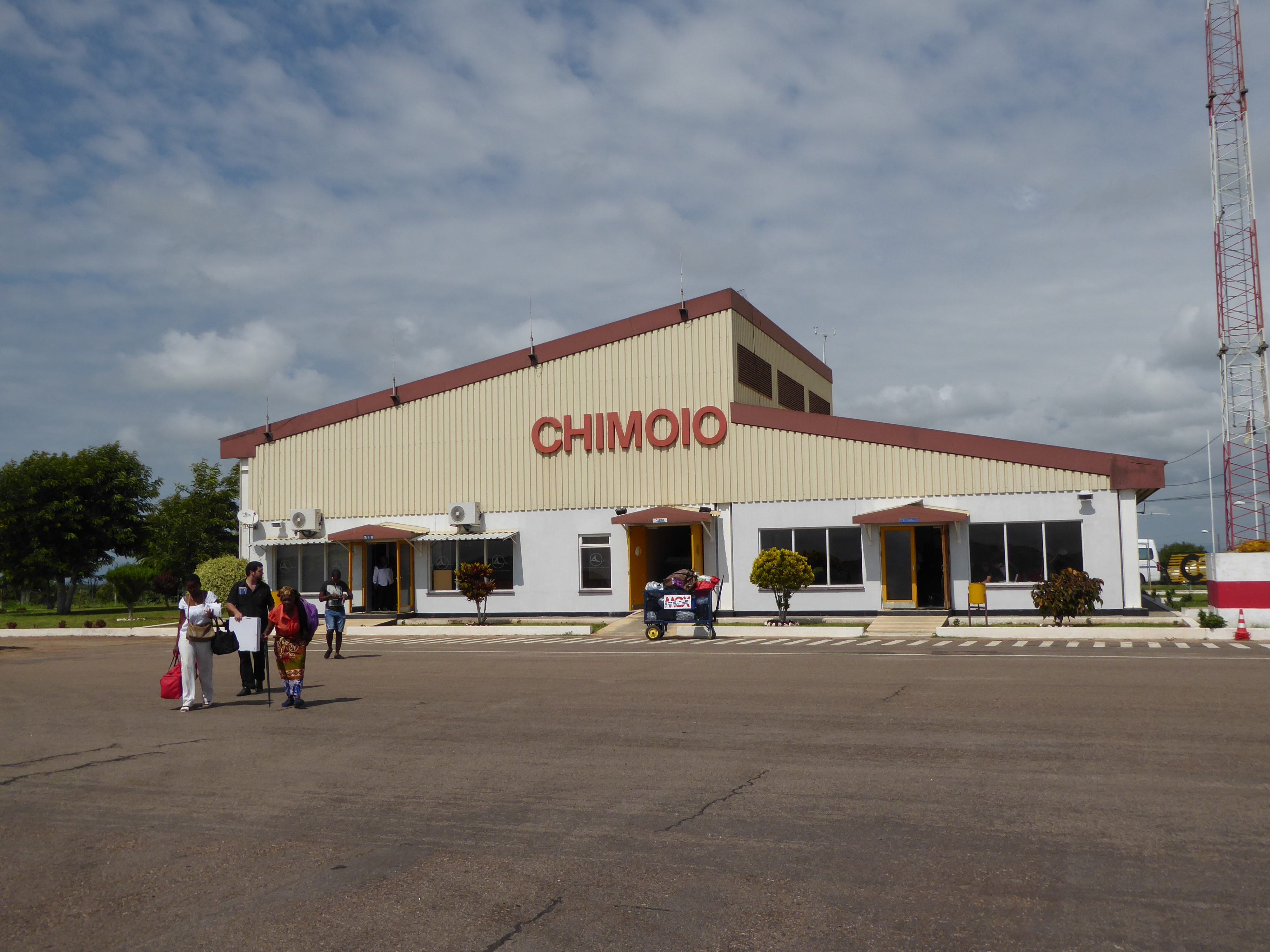
Aeroport de Chimoio

Una profunda reorganització del sector va conduir a la fundació, l'1 de novembre de 1980, de l' Empresa Nacional dos Aeroportos de Moçambique E.E. (Empresa Estatal). Es va transformar d'una empresa estatal en una empresa pública, i el nom es va canviar a l'actual el 10 de febrer de 1998.

## Funcions
Aeroportos de Moçambique, E.P. és responsable total de l'administració i la coordinació de l'aviació de Moçambic. A més de l'administració i manteniment dels aeroports, això també inclou el control de trànsit aeri. Tot l'espai aeri de Moçambic pertany a Regió d'informació de vol de Beira, assignada per l'Organització Internacional d'Aviació Civil. L'empresa és propietat de l'estat de Moçambic però té la seva pròpia autonomia administrativa i financera. És sotmesa al mandat del Ministeri de Transports i Comunicacions.

## Aeroports
Aeroportos de Moçambique, E.P mantenen 20 aeroports i aeròdroms a Moçambic. Sis aeroports són atesos per companyies aèries internacionals i nacionals:
- Maputo (MPM)
- Beira (BEW)
- Tete (TET)
- Nampula (APL)
- Nacala (MNC) i
- Pemba (POL).

Cinc aeroports s'utilitzen exclusivament en el tràfic nacional previst:
- Vilankulo (VNX)
- Inhambane (INH)
- Chimoio (VPY)
- Quelimane (UEL) i
- Lichinga (VXC).

A més, l'empresa manté nou aeroports sense serveis regulars (Bilene, Inhaca, Costa do Sol, Ponta d'Ouro, Songo, Ulongwe, Lumbo, Angoche i Mocimboa da Praia). Hi ha esforços per privatitzar alguns aeroports.
Per al control del trànsit aeri, l'empresa opera deu torres i dos llocs de control del districte (ACC) i dona feina a uns 86 controladors de trànsit aeri. La companyia té una plantilla de 700 treballadors.